# 氯化钪
氯化钪是一种无机化合物，化学式为ScCl3。它是一种白色、高熔点的离子化合物，极易溶于水。

## 制备
无水氯化钪可以由氧化钪和碳的混合物与氯气反应得到。
六水氯化钪可由氧化钪、氢氧化钪或碱式碳酸钪和盐酸反应，再蒸发其盐酸溶液得到。

## 化学性质
氯化钪和过量的金属钪在877~900℃反应，可以得到有金属键结构的ScCl和Sc7Cl10。

## 应用
氯化钪用于一些金属卤化物灯、光导纤维、电子陶瓷和激光材料中。